# Pulau Beringin (onderdistrict)
Pulau Beringin is een onderdistrict (kecamatan)  in het regentschap Ogan Komering Ulu Selatan van de provincie Zuid-Sumatra, Indonesië.

## Verdere onderverdeling
Het onderdistrict Pulau Beringin is anno 2010 verdeeld in 13 kelurahan, plaatsen en dorpen:
- Anugerah Kemu
- Aromantai
- Gunung Batu (Gunungbatu)
- Kemu
- Kemu Ulu
- Pagar Agung
- Pematang Obar
- Pulau Beringin
- Pulau Beringin Utara
- Simpang Pancur
- Tanjung Bulan
- Tanjung Bulan Ulu
- Tanjung Kari